# Szenteske
Szenteske (1899-ig Szentes, szlovákul: Svätuš) község Szlovákiában, a Kassai kerület Szobránci járásában.

## Fekvése
Nagymihálytól 22 km-re délkeletre, Szobránctól 10 km-re délre, a Szobránc-patak bal oldalán fekszik.

## Története
A települést 1300 körül alapították, 1386-ban „Zenthushaza” néven említik először. Helyi nemesi családok birtoka volt. A 15. században említést tesznek a falu malmáról is. 1427-ben 10 portáig adózott. 1599-ben 8 ház állt a településen. 1715-ben csak három ház állt itt.
A 18. század végén, 1799-ben Vályi András így ír róla: „SZENTES. Elegyes falu Ungvár Várm. földes Urai több Urak, fekszik Tibéhez közel, mellynek filiája; határja középszerű.”
1828-ban 29 házában 192 lakos élt. Fényes Elek 1851-ben kiadott geográfiai szótárában így ír a faluról: „Szenteske, magyar falu, Ungh vmegyében, Szobránczhoz délre 1 3/4 mfdnyire: 3 r., 12 g. kath., 157 ref., 9 zsidó lak., ref. szentegyházzal, jó földekkel, erdővel. F. u. Mokcsay, Szemere György, Viczmándy.”
A trianoni diktátumig Ung vármegye Szobránci járásához tartozott, majd az újonnan létrehozott csehszlovák államhoz csatolták. 1938 és 1945 között ismét Magyarországhoz tartozik.

## Népessége
| Év:            | 1994. | 2004.    | 2014.   | 2024.    |
| -------------- | ----- | -------- | ------- | -------- |
| Emberek száma: | 148   | 119      | 113     | 97       |
| Eltérés:       |       | -19,59 % | -5,04 % | -14,15 % |

| Év:            | 2023. | 2024.   |
| -------------- | ----- | ------- |
| Emberek száma: | 96    | 97      |
| Eltérés:       |       | +1,04 % |

1910-ben 308-an, többségében szlovák anyanyelvűek lakták, jelentős magyar kisebbséggel.
2001-ben 130 lakosa volt.
2011-ben 111 lakosából 109 szlovák volt.

## Nevezetességei
- Római katolikus temploma a 18. század második felében épült.
- Evangélikus temploma 1970-ben készült.